# Mathieu Flamini
Mathieu Pierre Flamini (sinh ngày 7 tháng 3 năm 1984) là một cựu cầu thủ bóng đá và doanh nhân môi trường người Pháp. Ở vị trí tiền vệ, anh từng thi đấu cho câu lạc bộ Marseille của Pháp, đội Arsenal và Crystal Palace của Anh, câu lạc bộ Milan của Ý và đội Getafe của Tây Ban Nha. Ở cấp độ đội tuyển, anh có ba lần khoác áo đội tuyển quốc gia Pháp. Flamini là đồng sáng lập của GF Biochemicals, công ty đầu tiên trên thế giới có thể sản xuất hàng loạt acid levulinic.

## Sự nghiệp cấp câu lạc bộ

### Marseille
Sinh ra tại Marseille, Flamini là cầu thủ chơi cho đội trẻ của câu lạc bộ chuyên nghiệp địa phương Marseille. Anh có trận ra mắt đội một vào ngày 20 tháng 12 năm 2003 trong trận thắng 1–0 trước Toulouse. Anh gây ấn tượng với hình ảnh một tiền vệ cần mẫn và thi đấu 14 trận cho câu lạc bộ. Tuy nhiên, chính màn thể hiện của anh trong chiến dịch UEFA Cup của Marseille đã đưa anh tới sự chú ý của thế giới bóng đá, trong đó có trận thắng bán kết 2–0 trước Newcastle United. Sau đấy anh đá chính trong trận chung kết ở Gothenburg, trận đấu mà câu lạc bộ Tây Ban Nha Valencia giành chiến thắng 2–0. Tuy nhiên, do độ tuổi của anh mà Marseille sau đó không thể đề nghị cho anh một bản hợp đồng dài hạn.

### Arsenal
Ngày 23 tháng 7 năm 2004, Flamini ký hợp đồng chuyên nghiệp với câu lạc bộ Arsenal của Anh, sau khi từ chối hợp đồng chuyên nghiệp của Marseille mà trước đấy anh đã đồng ý bằng miệng. Ngay sau thương vụ trên, huấn luyện viên của Marseille lúc ấy là José Anigo phát biểu: "Đây là một tên phản bội giỏi. Cậu ta đã lợi dụng tôi." Sau cùng Arsenal bị Phòng giải quyết khiếu nại của FIFA yêu cầu trả cho Marseille phí bồi thường là 480.000 euro cho Flamini.
Flamini có trận ra mắt Arsenal ở trận thua 1–4 trước Everton vào ngày 15 tháng 8 năm 2004. Ở mùa giải đầu tiên, anh chủ yếu được dùng như một cầu thủ chiến lược, chỉ đá chính 9 trận song được đá thay người tới 12 trận. Mùa giải kế tiếp chứng kiến anh thế chỗ một số cầu thủ bị chấn thương, nhưng thêm lần nữa không thể giành suất đá chính trên đội một ở vị trí yêu thích của mình. Anh ghi bàn đầu tiên cho Arsenal vào ngày 11 tháng 5 năm 2005 trong trận thắng sân nhà 7–0 trước Everton, là chủ nhân bàn thắng thứ 7, bàn cuối của đội được ghi trong màu áo truyền thống đỏ và trắng tại Highbury.
Ở mùa giải 2006–07, Flamini ghi bàn quyết định vào lưới Dinamo Zagreb trong vòng loại của UEFA Champions League. Anh còn ghi những bàn quan trọng vào lưới Chelsea, Blackburn Rovers và Liverpool ở giải Ngoại hạng Anh. Tuy nhiên, bất chấp những bàn thắng quan trọng kể trên, anh vẫn không hài lòng với vai "cầu thủ chiến lược" tại câu lạc bộ và vào tháng 4 năm 2007, anh thừa nhận rằng rất có thể mình sẽ rời Arsenal vào mùa hè. Tuy nhiên Flamini từ chối lời đề nghị 3 triệu bảng Anh từ Birmingham City và ở lại Pháo thủ.
Flamini xuất phát ở vị trí tiền vệ trung tâm trong trận đầu tiên của Arsenal ở mùa giải bóng đá Ngoại hạng Anh 2007–08 do Gilberto Silva và Abou Diaby vắng mặt. Trong chiến dịch mùa 2007–08, anh tạo nên mối quan hệ đối tác mạnh mẽ với Cesc Fàbregas, đẩy Gilberto khỏi đội hình xuất phát với những màn thể hiện mà cổ động viên Arsenal xem là tiến bộ đáng kể so với những năm thi đấu trước của anh ở câu lạc bộ. Flamini nhìn chung có quan hệ tốt với cổ động viên của Arsenal, họ còn dành tặng hẳn một bài hát cho riêng anh, cải biên từ giai điệu bài nhạc hiệu của chương trình truyền hình The Sweeney của Anh. Ngày 29 tháng 1 năm 2008, anh ghi một bàn thắng ngoạn mục từ khoảng cách 25 thước Anh (23 m) trong trận thắng 3–0 của Arsenal trước Newcastle United tại giải Ngoại hạng. Anh thi đấu vào ngày 8 tháng 4 năm 2008, trận đấu thuộc khuôn khổ UEFA Champions League mà Arsenal bị đội bóng kình địch Liverpool loại. Sau trận đấu, anh được cho bị dính chấn thương và xem như đấy đã là trận đấu cuối của anh cho Arsenal. Tháng 4 năm 2009, nam cầu thủ chia sẻ trong một buổi phỏng vấn rằng mình vẫn là một cổ động viên của Arsenal và không hề có ác cảm với câu lạc bộ: "Arsenal ở trong tim tôi và họ sẽ mãi trong tim tôi,... Tôi sẽ luôn là cổ động viên Arsenal và việc rời đi chẳng dễ dàng gì."

### Milan

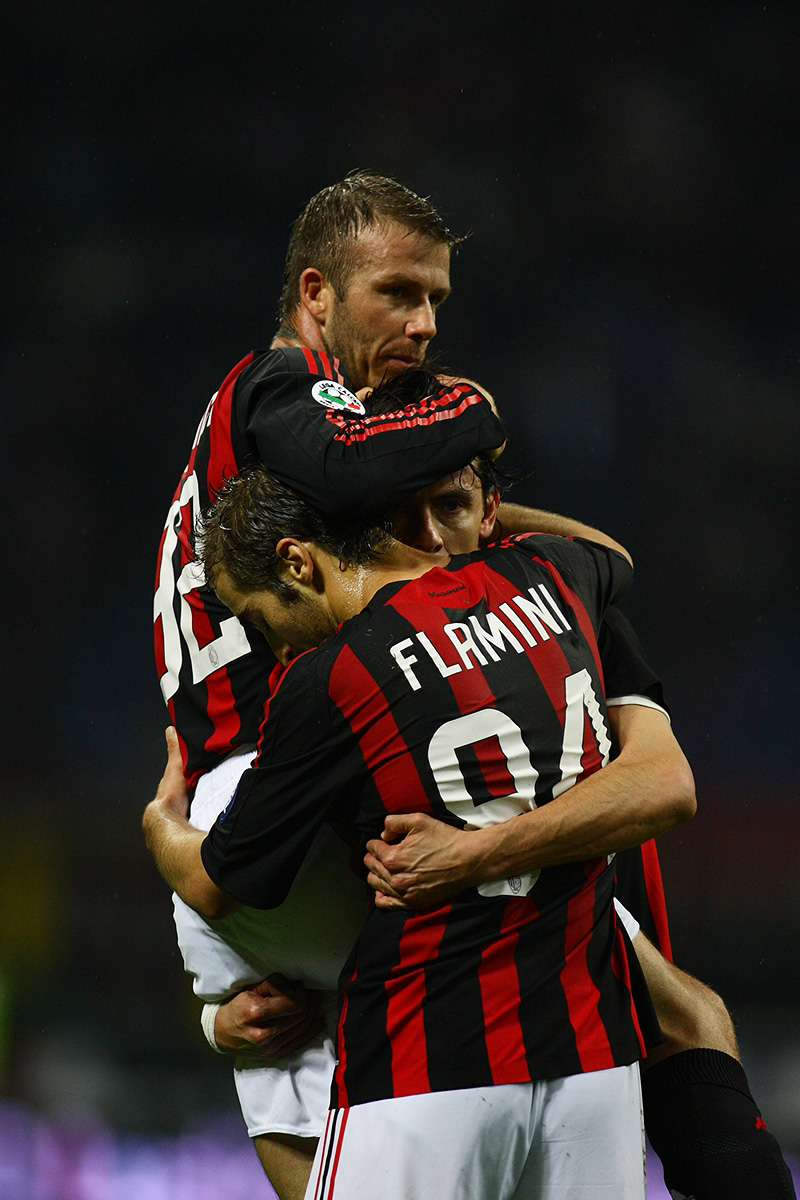
Flamini cùng với David Beckham và Filippo Inzaghi trong màu áo Milan đang ăn mừng một bàn thắng vào lưới Torino tại giải Serie A trên sân San Siro.

Flamini ký hợp đồng với câu lạc bộ Milan của Ý vào ngày 5 tháng 5 năm 2008. Flamini mặc áo số 84 đại diện cho năm sinh của mình. Anh có trận ra mắt Serie A vào ngày 30 tháng 8 năm 2008 trong trận thua 2–1 trước Bologna. Lúc đầu, Flamini không có lần nào đá chính hay ra sân cho đội bóng Ý, và được xem là một cầu thủ chiến lược tại Milan. Tuy nhiên, việc những cầu thủ khác gặp chấn thương và phong độ tốt ổn định đã giúp anh giành được suất đá chính tại San Siro. Trong khi Milan không thể có được hàng thủ ổn định và thiếu một hậu vệ phải ổn định và đáng tin cậy, Gianluca Zambrotta được chuyển sang đá cánh trái để giúp nhằm giúp Flamini phát triển ở vị trí hậu vệ phải. Sau khi cho biết vị trí sở trường nằm ở hàng tiền vệ, Milan đã tái trọng dụng anh ở vị trí tiền vệ phòng ngự.
Flamini chứng kiến thời lượng chơi bóng hạn chế tính tới cuối mùa giải 2009–10 do phong độ cao của thủ quân câu lạc bộ Massimo Ambrosini. Ở mùa giải kế tiếp, Flamini trở thành nhân tố quan trọng của đội giúp chinh phục danh hiệu scudetto thứ 18, chơi nhiều trận đá chính và ghi hai bàn lần lượt vào lưới Bari và Bologna. Sau khi thi đấu xoay tua ở mùa giải 2010–11, anh tự dính chấn thương trong kì tập huấn tiền mùa giải, mắc chấn thương nghiêm trọng ở đầu gối và phải lên bàn phẫu thuật. Flamini nghỉ nguyên mùa giải 2011–12.
Ngày 20 tháng 6 năm 2012, câu lạc bộ Milan xác nhận rằng anh đã rời đi vì hết hạn hợp đồng, đội đã chấm dứt đàm phán với cầu thủ người Pháp và vì thế anh trở thành cầu thủ tự do. Hai tuần sau, Flamini và Adriano Galliani nhất trí một thỏa thuận mới cho một bản hợp đồng dài một năm, khi cầu thủ người Pháp chấp nhận cắt giảm mức lương đáng kể. Ngày 7 tháng 4 năm 2013, Flamini ghi bàn đầu tiên trong mùa giải, và là bàn thứ hai của Milan trong trận hòa 2–2 trước Fiorentina.

### Trở lại Arsenal

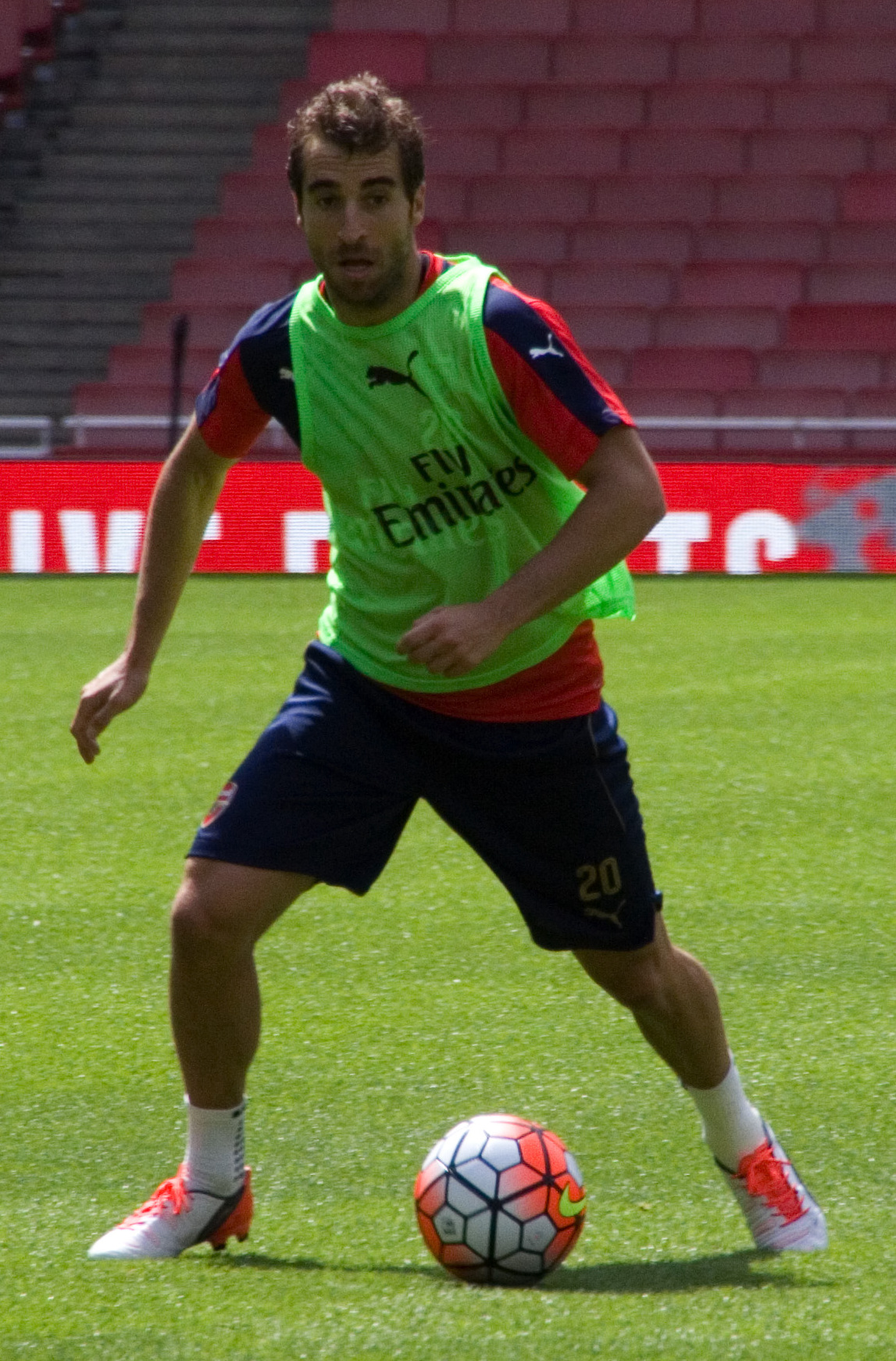
Flamini vào năm 2015.

Flamini bắt đầu tập luyện cùng Arsenal vào đầu tháng 8, với lý do "chỉ để duy trì thể lực" nhằm ký hợp đồng với một câu lạc bộ ở Anh. Ngay lập tức hành động trên đã thu hút sự chú ý của truyền thông với những tin đồn cho rằng anh sẽ sớm ký hợp đồng với Arsenal, nhưng những nhận định này đã bị nhiều nhà báo dập tắt, họ chỉ ra rằng nhiều cựu cầu thủ Arsenal khác đã trở lại tập luyện cùng câu lạc bộ, bao gồm cả những huyền thoại của đội như Robert Pires và Thierry Henry.
Tuy nhiên Flamini thực sự đã ký hợp đồng với Arsenal vào ngày 29 tháng 8 năm 2013 và trở thành thương vụ thứ hai của Arsenal trong mùa hè sau Yaya Sanogo. Anh có màn ra mắt tái xuất vào ngày 1 tháng 9 tại sân vận động Emirates trước Tottenham Hotspur, vào sân thay Jack Wilshere và giúp đội cầm chắc chiến thắng 1–0. Sau khi ký hợp đồng, những màn thể hiện của anh đã được cả giới phê bình lẫn cổ động viên tán dương, kể từ ấy anh đá ở mọi trận đấu của Arsenal từ giải Ngoại hạng Anh, Cúp Liên đoàn đến Cúp châu Âu; nhiều người thấy lối chơi lăn xả của anh là một trong những nguyên nhân chủ chốt cho phong độ ấn tượng của Arsenal hồi đầu mùa giải. Anh ghi bàn thắng đầu tiên trong lần chơi bóng thứ hai cho Arsenal vào ngày 30 tháng 11, bàn thứ hai trong trận thắng 0–3 trên sân của Cardiff City. Anh còn ghi bàn trong trận hòa quan trọng 1–1 trước Manchester City sau một chuỗi trận phong độ tệ của Arsenal, giúp câu lạc bộ hồi sinh và sau cùng đạt vị trí trong top 4 của Ngoại hạng Anh. Ở đầu chiến dịch Cúp FA 2013–14 của Arsenal, Flamini thể hiện khao khát đoạt cúp, sau khi bị loại khỏi đội hình khi Arsenal chiến thắng trong chung kết Cúp FA 2005. Arsenal tiếp tục vô địch giải đấu, song Flamini ngồi trên ghế dự bị không được sử dụng trong trận chung kết; anh cũng làm bạn với ghế dự bị khi Arsenal tái lập chiến tích, trở thành nhà vô địch Cúp FA một lần nữa vào năm 2015.
Ngày 23 tháng 9 năm 2015, Flamini có được suất đá chính ở mùa giải 2015–16 tại vòng ba của Cúp Liên đoàn chạm trán Tottenham Hotspur. Anh ghi tất cả các bàn thắng của Arsenal với màn thể hiện hay nhất trận đấu.

### Crystal Palace
Flamini đã ký hợp đồng dưới dạng chuyển nhượng tự do với câu lạc bộ Crystal Palace vào ngày 8 tháng 9 năm 2016. Anh bị câu lạc bộ thanh lý hợp đồng vào cuối mùa 2016–17.

### Getafe
Ngày 2 tháng 2 năm 2018, Flamini ký hợp đồng với Getafe dưới dạng chuyển nhượng tự do. Anh có 8 lần ra sân tại La Liga trước khi rời câu lạc bộ vào cuối mùa bóng. Ngày 18 tháng 12 năm 2018, Flamini tái gia nhập Getafe. Không lâu sau anh tuyên bố treo giày.

## Sự nghiệp quốc tế
Flamini có lần đầu được gọi đội tuyển Pháp bởi huấn luyện viên Raymond Domenech cho một trận đấu giao hữu gặp Argentina tại sân Stade de France vào ngày 7 tháng 2 năm 2007 sau khi Jérémy Toulalan bị loại vì chấn thương. Sau đó anh có màn ra mắt đội tuyển trong trận giao hữu với Morocco vào ngày 16 tháng 11 năm 2007 dưới dạng vào sân thay người.

## Thống kê sự nghiệp

### Câu lạc bộ
Nguồn:
| Câu lạc bộ          | Mùa giải            | Giải đấu            | Giải đấu | Giải đấu  | Cúp     | Cúp       | Cúp châu Âu | Cúp châu Âu | Khác    | Khác      | Tổng cộng | Tổng cộng |
| Câu lạc bộ          | Mùa giải            | Hạng đấu            | Số trận  | Bàn thắng | Số trận | Bàn thắng | Số trận     | Bàn thắng   | Số trận | Bàn thắng | Số trận   | Bàn thắng |
| ------------------- | ------------------- | ------------------- | -------- | --------- | ------- | --------- | ----------- | ----------- | ------- | --------- | --------- | --------- |
| Marseille           | 2003–04             | Ligue 1             | 14       | 0         | 1       | 0         | 9           | 0           | —       | —         | 24        | 0         |
| Marseille           | Tổng cộng           | Tổng cộng           | 14       | 0         | 1       | 0         | 9           | 0           | —       | —         | 24        | 0         |
| Arsenal             | 2004–05             | Premier League      | 21       | 1         | 7       | 0         | 4           | 0           | 0       | 0         | 32        | 1         |
| Arsenal             | 2005–06             | Premier League      | 31       | 0         | 5       | 0         | 12          | 0           | 1       | 0         | 49        | 0         |
| Arsenal             | 2006–07             | Premier League      | 20       | 3         | 6       | 0         | 6           | 1           | —       | —         | 32        | 4         |
| Arsenal             | 2007–08             | Premier League      | 30       | 3         | 2       | 0         | 8           | 0           | —       | —         | 40        | 3         |
| Arsenal             | Tổng cộng           | Tổng cộng           | 102      | 7         | 20      | 0         | 30          | 1           | 1       | 0         | 153       | 8         |
| Milan               | 2008–09             | Serie A             | 29       | 0         | 1       | 0         | 7           | 0           | —       | —         | 37        | 0         |
| Milan               | 2009–10             | Serie A             | 25       | 0         | 2       | 1         | 5           | 0           | —       | —         | 32        | 1         |
| Milan               | 2010–11             | Serie A             | 23       | 2         | 2       | 0         | 5           | 0           | —       | —         | 30        | 2         |
| Milan               | 2011–12             | Serie A             | 2        | 1         | 0       | 0         | 0           | 0           | 0       | 0         | 2         | 1         |
| Milan               | 2012–13             | Serie A             | 18       | 4         | 1       | 0         | 3           | 0           | —       | —         | 22        | 4         |
| Milan               | Tổng cộng           | Tổng cộng           | 97       | 7         | 6       | 1         | 20          | 0           | 0       | 0         | 123       | 8         |
| Arsenal             | 2013–14             | Premier League      | 27       | 2         | 3       | 0         | 6           | 0           | —       | —         | 36        | 2         |
| Arsenal             | 2014–15             | Premier League      | 23       | 1         | 2       | 0         | 7           | 0           | 1       | 0         | 33        | 1         |
| Arsenal             | 2015–16             | Premier League      | 16       | 0         | 4       | 2         | 4           | 0           | 0       | 0         | 24        | 2         |
| Arsenal             | Tổng cộng           | Tổng cộng           | 66       | 3         | 9       | 2         | 17          | 0           | 1       | 0         | 93        | 5         |
| Arsenal             | Tổng cộng ở Arsenal | Tổng cộng ở Arsenal | 168      | 10        | 29      | 2         | 47          | 1           | 2       | 0         | 246       | 13        |
| Crystal Palace      | 2016–17             | Premier League      | 10       | 0         | 3       | 0         | —           | —           | —       | —         | 13        | 0         |
| Getafe              | 2017–18             | La Liga             | 8        | 0         | 0       | 0         | —           | —           | —       | —         | 8         | 0         |
| Getafe              | 2018–19             | La Liga             | 10       | 0         | 3       | 0         | —           | —           | —       | —         | 13        | 0         |
| Getafe              | Tổng cộng           | Tổng cộng           | 18       | 0         | 3       | 0         | 0           | 0           | 0       | 0         | 21        | 0         |
| Tổng cộng sự nghiệp | Tổng cộng sự nghiệp | Tổng cộng sự nghiệp | 307      | 17        | 42      | 3         | 76          | 1           | 2       | 0         | 427       | 21        |

1. ↑  Tính các giải đấu cúp như Coppa Italia, Cúp Liên đoàn bóng đá Anh và Cúp FA. Những giải siêu cúp như Siêu cúp Anh không được tính.
2. ↑  Tính cả các siêu cúp như Siêu cúp Anh và Supercoppa Italiana.

### Cấp đội tuyển
| 2007      | 1 | 0 |
| 2008      | 2 | 0 |
| Tổng cộng | 3 | 0 |

## Danh hiệu
Marseille
- Á quân Cúp UEFA: 2003–04[29]

Arsenal
- Cúp FA: 2004–05,[30] 2013–14,[31] 2014–15[32]
- Siêu cúp Anh: 2014[33]
- Á quân UEFA Champions League: 2005–06[34]

Milan
- Serie A: 2010–11[35]